# Hikvision

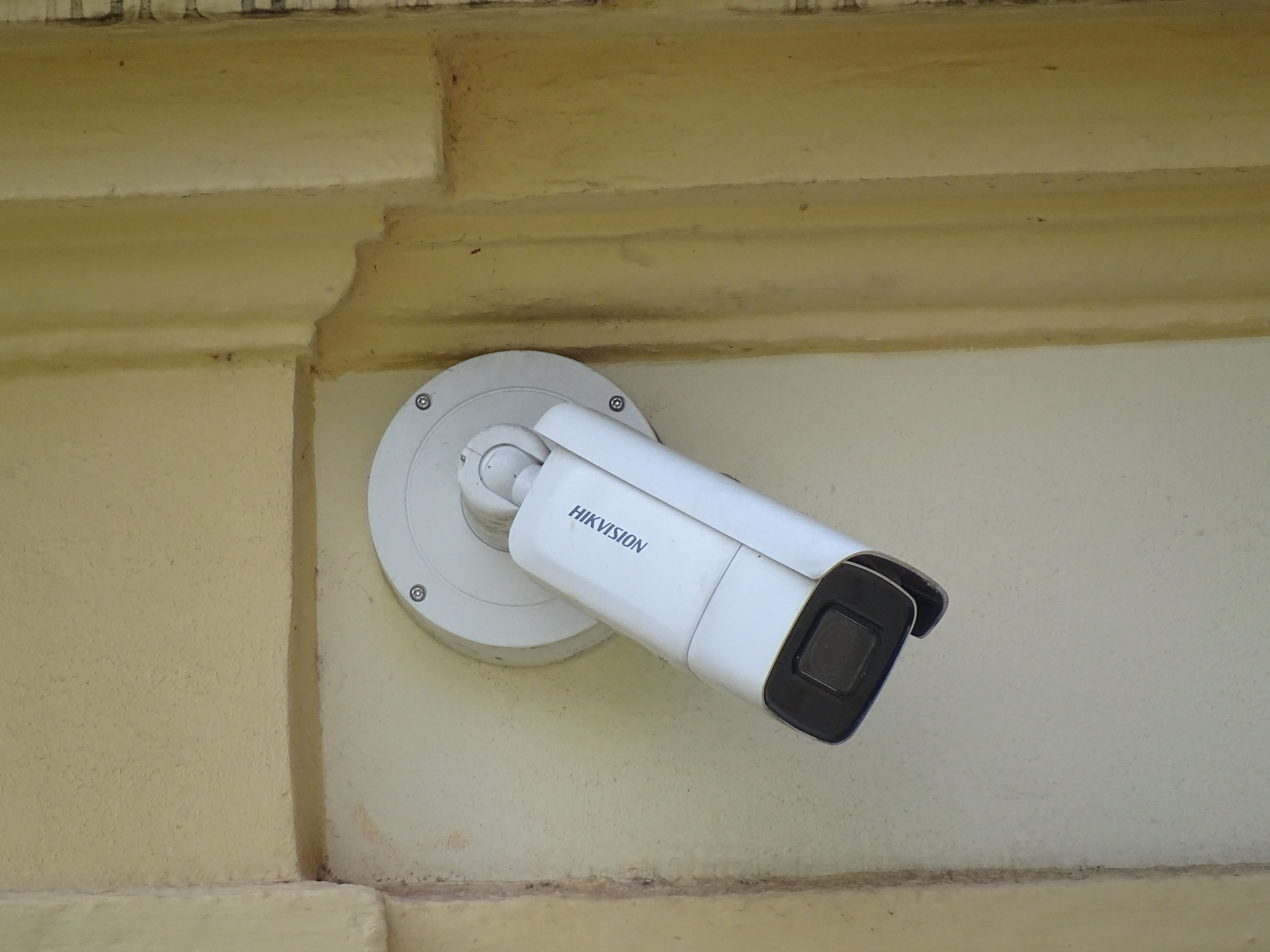
Kamera Hikvision

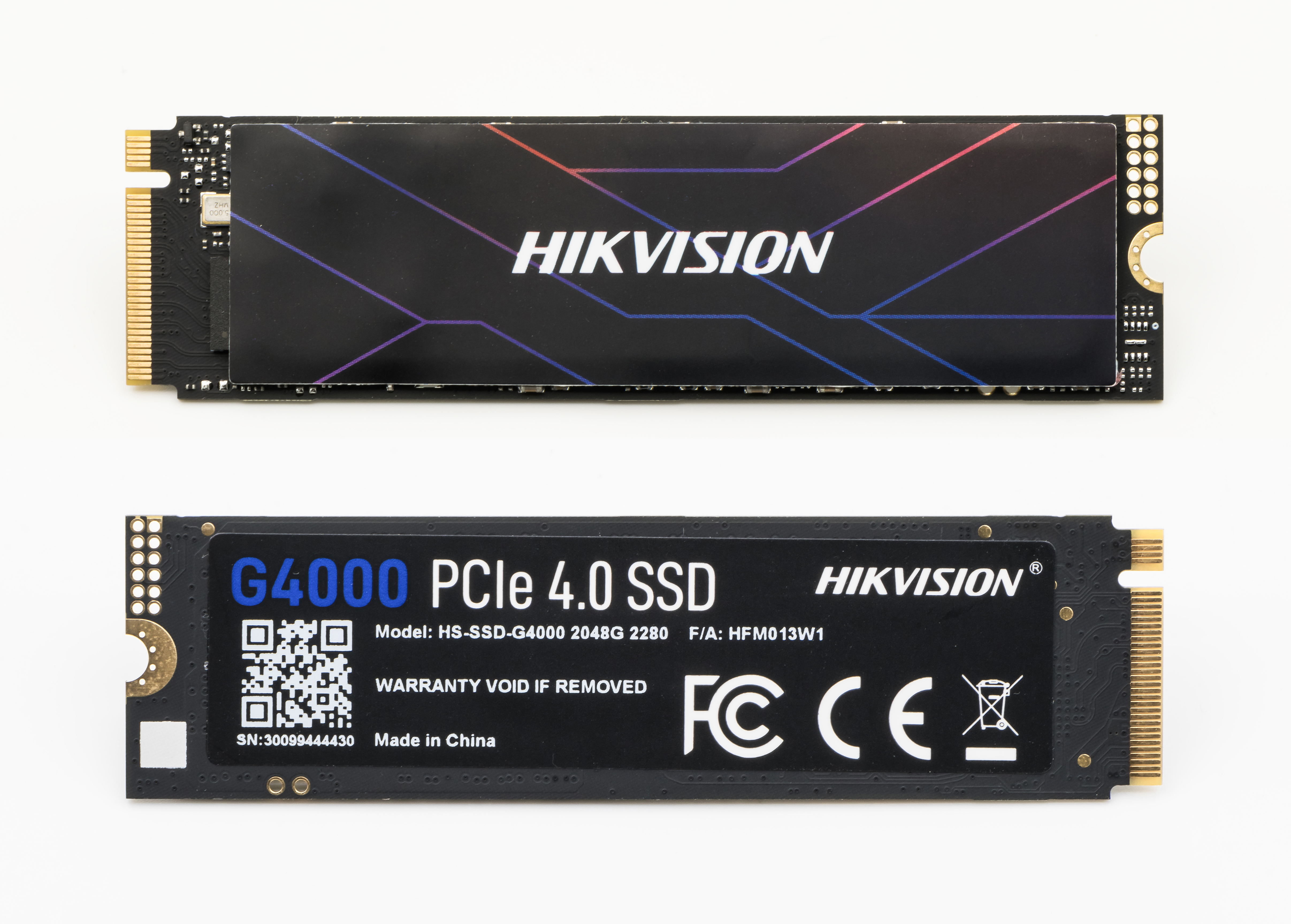
Napęd SSD M.2 Hikvision G4000 2TB

Hangzhou Hikvision Digital Technology Co., Ltd. (chiń. 杭州海康威视数字技术股份有限公司) – chińskie przedsiębiorstwo elektroniczne. Jego portfolio obejmuje kamery, sprzęt do wideomonitoringu i rejestratory wideo oraz oprogramowanie do rozpoznawania twarzy. Zostało założone w 2001 roku, a swoją siedzibę ma w Hangzhou (prowincja Zhejiang).
Spółka zależna Hikstorage (zał. 2017) wprowadziła na rynek pamięci komputerowe, w tym karty pamięci, przenośne pamięci USB, dyski SSD i moduły pamięci RAM. W 2023 roku wyodrębniono markę pamięci komputerowych Hiksemi.
Stany Zjednoczone zarzucają koncernowi udział w łamaniu praw człowieka. Zdaniem Amerykanów ich urządzenia są wykorzystywane w represjach wobec mniejszości etnicznych w ChRL, zwłaszcza mniejszości ujgurskiej, oraz stanowią potencjalne zagrożenie dla bezpieczeństwa narodowego USA. W sierpniu 2019 r. wszedł w życie federalny zakaz nabywania rozwiązań Hikvision, a w październiku 2019 r. firma trafiła na „czarną listę” amerykańskiego Departamentu Handlu.